# 루트비히 폰 파스토어
루트비히 파스토어(독일어: Ludwig Pastor), 귀족 작위명 루트비히 폰 파스토어, 캄퍼스펠덴 남작({{독일어: Ludwig von Pastor, 프라이헤어 von Campersfelden}})(1854년 1월 31일 – 1928년 9월 30일)는 독일의 역사가이자 오스트리아 외교관이었다. 그는 당대 가장 중요한 가톨릭 역사가 중 한 명이었으며, 특히 교황사(History of the Popes)로 유명하다. 그는 1908년 프란츠 요제프 1세 황제에 의해 귀족으로 승격되었으며, 노벨 문학상 후보로 여섯 차례 지명되었다.

## 어린 시절
아헨에서 루터교도 아버지와 가톨릭교도 어머니 사이에서 태어난 파스토어는 아버지의 사망 후 열 살 때 가톨릭으로 개종했다. 그는 프랑크푸르트 김나지움에 다녔는데, 그곳에서 그의 스승은 그에게 역사학 연구를 소개한 요하네스 얀센이었다.
파스토어는 1875년 뢰번에서, 1875/76년에는 본 (독일)에서, 그곳에서 학생 조합 아르미니아의 회원이 되었다. 그리고 1877/78년에는 빈에서 공부했다. 파스토어는 인스브루크 대학교에서 처음에는 강사(1881–87)로, 그 다음에는 근대사 교수(1887)로 가르쳤다. 그의 박사 학위 논문은 "카를 5세 통치 기간 동안 교회의 재결합 노력"("Die kirchlichen Reunionsbestrebungen während der Regierung Karls V")이었다. 파스토어는 그의 스승 얀센의 8권짜리 《독일 민족의 역사》(Geschichte des deutschen Volkes)를 편집하여 1893년부터 1926년까지 출판했다.

## 교황사
얀센은 그에게 레오폴트 폰 랑케의 《교황사》를 알려주었다. 이것은 그가 자신의 분야로 삼을 분야를 결정하게 했고, 어떤 의미에서는 가톨릭 반(反) 랑케가 되었다. 그의 접근 방식은 교황권의 명백한 단점들이 당대의 결함을 반영한다는 것이었다. 파스토어는 가톨릭 유럽 전역의 기록 보관소를 참고했으며, 1881년 이탈리아 첫 방문 동안 그의 진지함은 교황 레오 13세의 후원을 보장했고, 레오 13세는 이전에 학자들이 이용할 수 없었던 바티칸 도서관의 내용을 그에게 공개했다.
그는 바티칸 사도 문서고에 특권적으로 접근할 수 있었고, 이전에는 이용할 수 없었던 원본 문서에 크게 기반을 둔 그의 역사서는 그가 다룬 기간, 즉 1305년의 아비뇽 유수부터 1799년 나폴레옹의 로마 진입까지의 모든 이전 교황사들을 능가했다. 그는 또한 이탈리아와 유럽의 공공 및 사립 도서관 및 기록 보관소를 조사하여 놀라운 작업 능력과 흥미로운 문서를 발견하는 드문 통찰력을 보여주었다.
파스토어는 교황 클레멘스 5세 (1305–1314)의 교황권과 아비뇽 유수의 시작부터 자신의 작업을 시작하기로 결정하여, 남아있는 문서에 연구를 집중할 수 있었다. 그의 냉철하고 솔직한 교황사는 교황 기관의 발전보다는 개별 교황에 초점을 맞추었다. 파스토어의 방대한 저술은 클레멘스 5세부터 비오 6세까지 56명의 교황의 재위 기간을 다룬다.

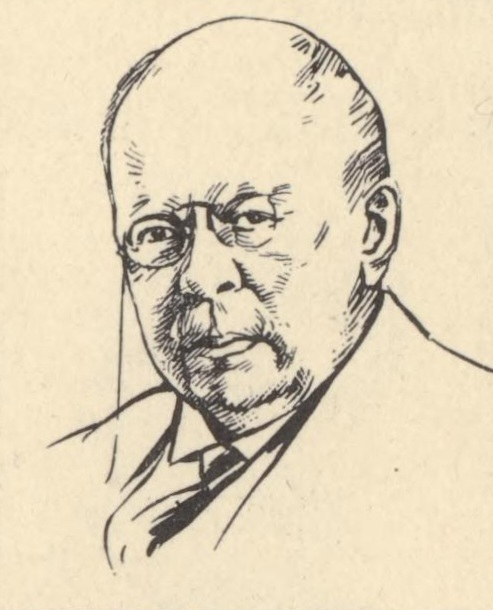
루트비히 폰 파스토어

그는 세심한 학문적 연구와 박식함을 결합했다. 그의 연구 결과는 16권으로 된 《중세 말기 이후 교황사》(Geschichte der Päpste seit dem Ausgang des Mittelalters)였다. 이 대작은 나중에 영어로 번역되어 《중세 말기 이후 교황사》(History of the Popes From the Close of the Middle Ages)로 출판되었다.
파스토어는 1886년에 작업을 시작하여 레오 13세, 비오 10세, 베네딕토 15세, 비오 11세의 재위 기간 동안 집필하여 15권을 출판했다. 16번째이자 마지막 권은 1930년에 사후에 출판되었다. 영어 번역본은 1899년부터 1953년 사이에 출판되었다.

## 학술 회원, 명예 및 직위
1901년, 파스토어는 로마에 있는 오스트리아 역사 연구소의 소장으로 임명되었고, 사망할 때까지 (1914-1919년 중단 포함) 그곳을 이끌었다.
그는 또한 프라하의 프란츠 요제프 황제 아카데미 회원이었고, 피렌체의 소치에타 콜롬바리아(Società Colombaria)의 통신회원, 로마의 교황청 아카데미, 크라쿠프 아카데미 및 안트베르펜의 벨기에 왕립 고고학 아카데미(Académie Royale d'Archéologie de Belgique) 회원이었다. 그는 로마의 성 루카 아카데미 명예 회원, 뢰번 대학교 명예 박사 학위, 괴레스 학회 역사 부문 회원이 되었다.
그는 교황 성 실베스터 교황 및 순교자 훈장 사령관, 교황 비오 9세 훈장 기사, 오스트리아 프란츠 요제프 훈장 사령관, 이탈리아 왕국 성 마우리시오 & 라자로 훈장을 받았다.
프란츠 요제프 1세 황제는 1908년에 그를 귀족으로 승격시켰고 1916년에 캄퍼스펠덴 남작(프라이헤어 폰 캄퍼스펠덴)이라는 칭호를 주었다. 1921년 그는 오스트리아 공화국의 성좌 대사로 임명되었고, 1928년 인스브루크에서 사망했다.

## 저작
《교황사》의 40권 전체는 인터넷 아카이브에서 볼 수 있다. 1권부터 6권은 프레데릭 이그나티우스 안트로부스(Frederick Ignatius Antrobus)가 번역 및 편집했고, 7권부터 24권은 랄프 프랜시스 커(Ralph Francis Kerr)가, 25권부터 34권은 어니스트 그래프(Ernest Graf)가, 35권부터 40권은 E. F. 필러(E. F. Peeler)가 번역했다. 출판사는 K. 폴, 트렌치 트루브너 & Co., 라우틀리지, K. 폴 등으로 다양하다.
| - Vol. I, 1305–1447, 아비뇽의 교황들, 서방 대분열, 피사 및 콘스탄츠 공의회, 마르티노 5세 및 에우제니오 4세 - Vol. II, 1447–1458, 니콜라오 5세 및 갈리스토 3세 - Vol. III, 1447–1464, 비오 2세 - Vol. IV, 1464–1483, 바오로 2세 및 식스토 4세 - Vol. V, 1484–1497, 인노첸시오 8세 및 알렉산데르 6세 - Vol. VI, 1492–1511, 알렉산데르 6세, 비오 3세 및 율리오 2세 - Vol. VII, 1513–1521, 레오 10세 (책 I) - Vol. VIII, 1513–1521, 레오 10세 (책 II) - Vol. IX, 1522–1527, 하드리아노 6세 및 클레멘스 7세 - Vol. X, 1523–1534, 클레멘스 7세 - Vol. XI, 1534–1540, 바오로 3세 - Vol. XII, 1534–1549, 바오로 3세 - Vol. XIII, 1550–1555, 율리오 3세 - Vol. XIV, 1555–1559, 마르첼로 2세 및 바오로 4세 - Vol. XV, 1559–1565, 비오 4세 - Vol. XVI, 1559–1565, 비오 4세 - Vol. XVII, 1566–1572, 비오 5세 - Vol. XVIII, 1566–1572, 비오 5세 - Vol. XIX, 1572–1585, 그레고리오 13세 - Vol. XX, 1572–1585, 그레고리오 13세 | - Vol. XXI, 1585–1590, 식스토 5세 - Vol. XXII, 1585–1591, 식스토 5세, 우르바노 7세, 그레고리오 14세 및 인노첸시오 9세 - Vol. XXIII, 1592–1605, 클레멘스 8세 - Vol. XXIV, 1592–1605, 클레멘스 8세 - Vol. XXV, 1605–1621, 레오 11세 및 바오로 5세 - Vol. XXVI, 1605–1621, 레오 11세 및 바오로 5세 - Vol. XXVII, 1621–1644, 그레고리오 15세 및 우르바노 8세 - Vol. XXVIII, 1621–1644, 그레고리오 15세 및 우르바노 8세 - Vol. XXIX, 1621–1644, 그레고리오 15세 및 우르바노 8세 - Vol. XXX, 1644–1655, 인노첸시오 10세 - Vol. XXXI, 1655–1676, 알렉산데르 7세, 클레멘스 9세 및 클레멘스 10세 - Vol. XXXII, 1676–1700, 인노첸시오 11세, 알렉산데르 8세 및 인노첸시오 12세 - Vol. XXXIII, 1700–1721, 클레멘스 11세 - Vol. XXXIV, 1721–1740, 인노첸시오 13세, 베네딕토 13세 및 클레멘스 12세 - Vol. XXXV, 1740–1758, 베네딕토 14세 - Vol. XXXVI, 1740–1769, 베네딕토 14세 및 클레멘스 13세 - Vol. XXXVII, 1758–1769, 클레멘스 13세 - Vol. XXXVIII, 1769–1774, 클레멘스 14세 - Vol. XXXIX, 1775–1799, 비오 6세 - Vol. XL, 1775–1799, 비오 6세 |

## Sources
- Thomas Brechenmacher: 루트비히 폰 파스토어. In: Biographisch-Bibliographisches Kirchenlexikon (BBKL). Band 6, Herzberg 1993, ISBN 3-88309-044-1, Sp. 1588–1594.